# Paweł Samuś
Paweł Samuś (ur. 1946) – polski historyk, profesor dr hab.
W latach 1965–1970 studiował na Uniwersytecie Łódzkim, w lutym 1978 uzyskał stopień doktora nauk humanistycznych, a w 1988 doktora habilitowanego. Specjalizuje się w historii najnowszej Polski. Był członkiem Komitetu Nauk Historycznych Polskiej Akademii Nauk. Pełnił funkcję kierownika Katedry Historii Polski Najnowszej Uniwersytetu Łódzkiego. Autor haseł w Polskim Słowniku Biograficznym i Słowniku biograficznym działaczy polskiego ruchu robotniczego.

## Ważniejsze publikacje
- Edward Próchniak (1983)
- Dzieje SDKPiL [Socjaldemokracji Królestwa Polskiego i Litwy] w Łodzi: 1893–1918 (1984)
- Rewolucja 1905–1907 w Łodzi (wraz z Kazimierzem Badziakiem, 1985)
- Strajki robotników łódzkich w 1905 roku (wraz z Kazimierzem Badziakiem, 1985)
- „Powstanie” na Zaolziu w 1938 roku: polska akcja specjalna w świetle dokumentów Oddziału II Sztabu Głównego WP (wraz z Kazimierzem Badziakiem i Giennadijem Matwiejewem, 1997)
- Akcja „Łom” : polskie działania dywersyjne na Rusi Zakarpackiej w świetle dokumentów Oddziału II Sztabu Głównego WP (wraz z Kazimierzem Badziakiem i Giennadijem Matwiejewem, 1998)
- Walery Sławek: droga do niepodległej Polski (2002)
- Wicemarszałek Wasyl Mudryj (1893–1966): ugody polsko-ukraińskiej orędownik daremny (2017)

w języku angielskim
- The Bund Organization in Lodz, 1898–1939, in: Jack Jacobs (ed.): Jewish Politics in Eastern Europe: The Bund at 100, pp. 90-111. Palgrave, Houndmills, Hampshire, England 2001. ISBN 0-333-75462-X